# Zafer Biryol
Zafer Biryol (* 2. Januar 1976 in Rize) ist ein ehemaliger türkischer Fußballspieler. Er war der Torschützenkönig der höchsten türkischen Spielklasse der Saison 2003/04. Durch seine erfolgreiche Tätigkeit für Konyaspor wird er mit diesem Verein assoziiert und als einer der wichtigsten Spieler der Klubgeschichte aufgefasst. Mit 43 Erstligatoren für Konyaspor ist er mit Abstand der erfolgreichste Erstligatorschütze und zudem der einzige Erstligatorschützenkönig der Vereinsgeschichte.

## Spielerkarriere

### Verein
Der Stürmer begann seine Karriere 1996 bei Beşiktaş Istanbul. Dort spielte er drei Jahre als Amateur, zwei Jahre als Reservespieler und zwei Jahre lang als Profispieler. Sein letztes Jahr bei Göztepe Izmir war sein erfolgreichstes. In 30 Spielen schoss er acht Tore. Im Sommer 2003 wechselte er zu Konyaspor und wurde mit 25 Toren in 34 Spielen Torschützenkönig in der 1. türkischen Süper Lig. In der folgenden Saison konnte er 22 Tore in 32 Begegnungen erzielen. 2005 folgte der Wechsel zu Fenerbahçe Istanbul. Dort verletzte er sich bereits im ersten Training und musste längere Zeit pausieren. Ab Juni 2006 spielte Biryol bei Bursaspor; der Vertrag lief bis 2008.
Zuletzt spielte er in der Spielzeit 2010/11 für den türkischen Drittligisten Konya Şekerspor. Hier konnte er verletzungsbedingt lediglich sieben Ligaspiele absolvieren und fiel den Großteil der Saison aus. Nachdem sein Vertrag zum Saisonende nicht verlängert worden war, beendete er seine aktive Laufbahn als Profifußballer.

### Nationalmannschaft
Biryol wurde 2003 im Rahmen eines Freundschaftsspieles gegen die zweite Auswahl der schottischen Nationalmannschaft in den Kader der zweiten Auswahl der türkischen Nationalmannschaft berufen, kam jedoch in dieser Begegnung nicht zum Einsatz.
2004 bestritt er dann fünf Länderspiele für die erste Auswahl und erzielte dabei ein Tor.

## Trainerkarriere
Biryol startete seine Trainerkarriere 2014 mit einer Nachwustrainertätigkeit bei İstanbulspor. Anschließend arbeitete er ab dem Frühjahr 2015 bei Osmanlıspor FK als Co-Trainer und assistierte dabei dem Cheftrainer Uğur Tütüneker. Im November 2015 wurde er beim Drittligisten Bandırmaspor als neuer Cheftrainer vorgestellt. Da Biryol die notwendige Trainerlizenz nicht besaß, zeigt ihn sein Verein offiziell als Co-Trainer an, während Biryols Co-Trainer İsmail Altınok wiederum als offizieller Cheftrainer angegeben wurde. Im Februar 2016 verließ er den Verein nach gegenseitigem Einvernehmen.

## Trivia
- Nach seinem Karriereende siedelte er mit seiner Familie nach Kanada und gründete hier eine Fußballschule.[3] 2014 verlagerte er seinen Wohnsitz wieder in die Türkei.